# Antigua és Barbuda a 2012. évi nyári olimpiai játékokon
Antigua és Barbuda a nagy-britanniai Londonban megrendezett 2012. évi nyári olimpiai játékok egyik részt vevő nemzete volt. Az országot az olimpián 2 sportágban 4 sportoló képviselte, akik érmet nem szereztek.

## Atlétika
Férfi
| Versenyző         | Versenyszám | Selejtező | Selejtező | Selejtező | Előfutam | Előfutam | Előfutam | Elődöntő | Elődöntő | Elődöntő | Döntő   | Döntő    |
| Versenyző         | Versenyszám | Idő       | Hely.     | Össz.     | Idő      | Hely.    | Össz.    | Idő      | Hely.    | Össz.    | Idő     | Helyezés |
| ----------------- | ----------- | --------- | --------- | --------- | -------- | -------- | -------- | -------- | -------- | -------- | ------- | -------- |
| Daniel Bailey     | 100 m       | kiemelt   | kiemelt   | kiemelt   | 10,12    | 2.       | 13.      | 10,16    | 6.       | 17.*     | kiesett | kiesett  |
| Brendan Christian | 200 m       |           |           |           | 20,63    | 4.       | 21.      | 20,58    | 5.       | 15.      | kiesett | kiesett  |

Női
| Versenyző    | Versenyszám | Előfutam | Előfutam | Előfutam | Elődöntő | Elődöntő | Elődöntő | Döntő   | Döntő    |
| Versenyző    | Versenyszám | Idő      | Hely.    | Össz.    | Idő      | Hely.    | Össz.    | Idő     | Helyezés |
| ------------ | ----------- | -------- | -------- | -------- | -------- | -------- | -------- | ------- | -------- |
| Afia Charles | 400 m       | 54,25    | 5.       | 38.      | kiesett  | kiesett  | kiesett  | kiesett | kiesett  |

* - egy másik versenyzővel azonos eredményt ért el

## Úszás
Női
| Versenyző      | Versenyszám | Előfutam | Előfutam | Előfutam | Elődöntő | Elődöntő | Elődöntő | Döntő   | Döntő    |
| Versenyző      | Versenyszám | Idő      | Hely.    | Össz.    | Idő      | Hely.    | Össz.    | Idő     | Helyezés |
| -------------- | ----------- | -------- | -------- | -------- | -------- | -------- | -------- | ------- | -------- |
| Karin O’Reilly | 50 m gyors  | 30,01    | 1.       | 55.      | kiesett  | kiesett  | kiesett  | kiesett | kiesett  |